# Asociación Uruguaya de Tenis
La Asociación Uruguaya de Tenis es una asociación civil sin fines de lucro que abarca todas las actividades vinculadas con el tenis en Uruguay. Fue fundada el 9 de agosto de 1915 y su actual presidente es Martin Hughes

## Clubes[3]
Estos son los clubes que integran la Asociciación Uruguaya de Tenis:

### Clubes categoría A
- Carrasco Lawn Tennis
- Círculo de Tenis de Montevideo
- Cantegril Country Club
- Club Bigua

### Clubes categoría B
- Club Biguá
- Club Naval

### Clubes categoría C
- Carrasco Polo Club
- Remeros de Salto
- Remeros de Mercedes
- Club de Golf del Uruguay
- Club El Pinar
- Club Náutico
- Yacht Club Uruguayo
- La Costa Tenis Club
- Tenis Ranch
- Club Del Lago
- Montevideo Cricket Club

### Clubes categoría D
Yacht Club Carmelo, San Isidro Lomas, La Academia, Club de Tennis El Médano, Centro Nacional de Tenis, Tenis del Este, Laguna Blanca, Unión Dolores, La Cabaña, Remeros de Paysandú, San Isidro Golf Yacht Club de Mercedes, La Tahona Golf Club, Club Alemán de Montevideo, Club de Tiro Salto Grande, Río Negro Tennis Club, Club Maldonado Tenis.